# Quincy-le-Vicomte
Quincy-le-Vicomte ist eine französische Gemeinde mit 207 Einwohnern (Stand: 1. Januar 2022) im Département Côte-d’Or in der Region Bourgogne-Franche-Comté (vor 2016 Burgund). Sie gehört zum Arrondissement Montbard und zum Gemeindeverband Montbardois. Die Bewohner werden Quincyssois genannt.

## Geografie
Die Gemeinde Quincy-le-Vicomte liegt am Fluss Armançon, etwa in der Mitte zwischen den Städten Dijon und Auxerre sowie etwa neun Kilometer südwestlich der Arrondissements-Hauptstadt Montbard. Im Nordwesten der Gemeinde bildet der kleine Fluss Bornant die Grenze zum Département Yonne. Umgeben wird Quincy-le-Vicomte von den Nachbargemeinden Rougemont im Norden, Buffon im Nordosten, Quincerot im Osten, Saint-Germain-lès-Senailly im Südosten, Senailly im Süden, Fain-lès-Moutiers im Südwesten, Bierry-les-Belles-Fontaines im Westen sowie Aisy-sur-Armançon im Nordwesten.

## Ortsname
In der revolutionären Periode der Nationalversammlung (1792–1795) hieß die Gemeinde Quincy-sur-Armançon.

## Bevölkerungsentwicklung
| Jahr      | 1962 | 1968 | 1975 | 1982 | 1990 | 1999 | 2010 | 2021 |
| Einwohner | 230  | 209  | 183  | 171  | 172  | 193  | 194  | 200  |

Im Jahr 1806 wurde mit 500 Bewohnern die bisher höchste Einwohnerzahl ermittelt. Die Zahlen basieren auf den Daten von cassini.ehess und INSEE.

## Sehenswürdigkeiten
- Kirche Saint-Martin mit Chor aus dem 12. Jahrhundert
- Ensemble aus Schloss, Schlosspark, Teich, altem Lavoir und Brunnen[4]

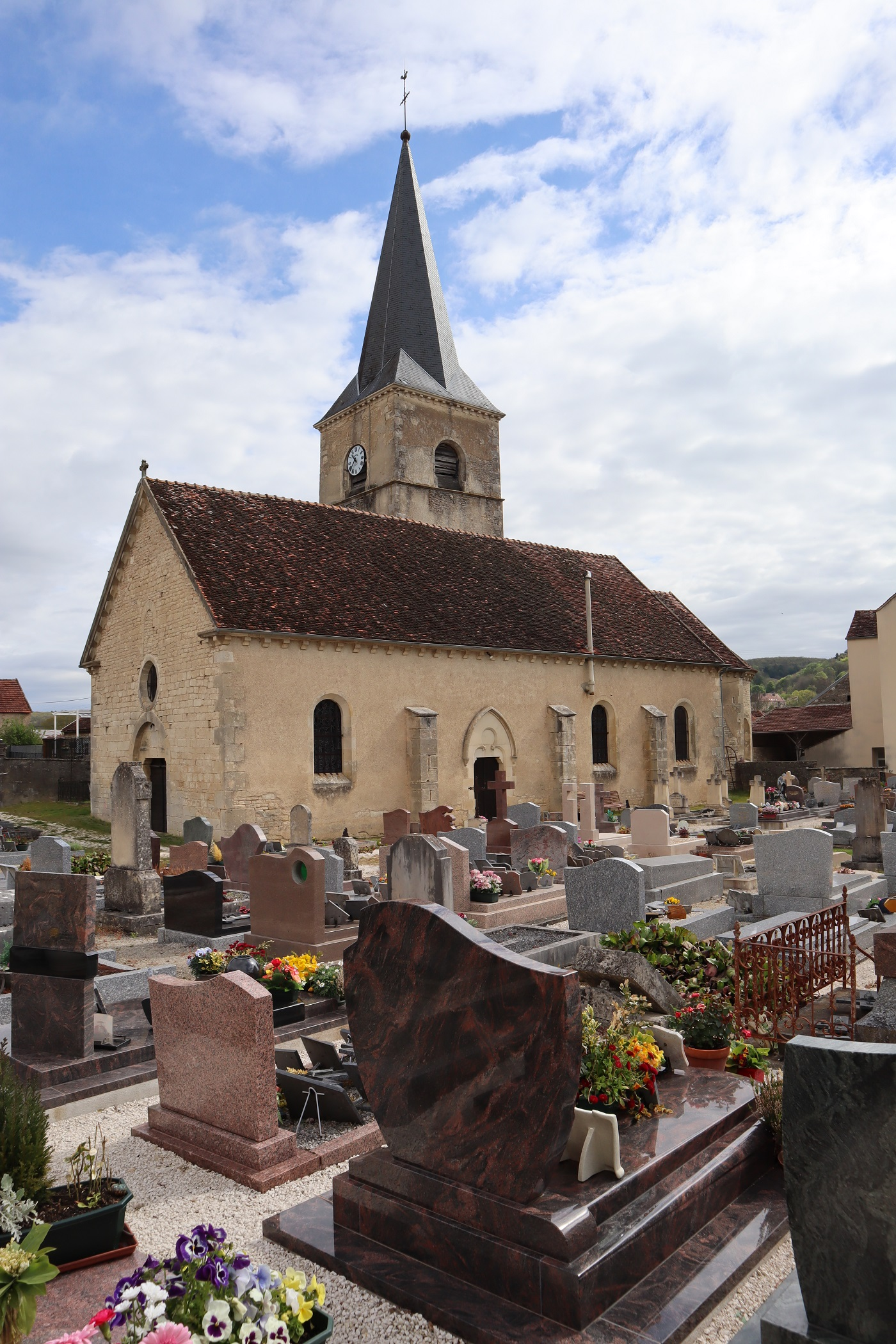
Kirche Saint-Martin
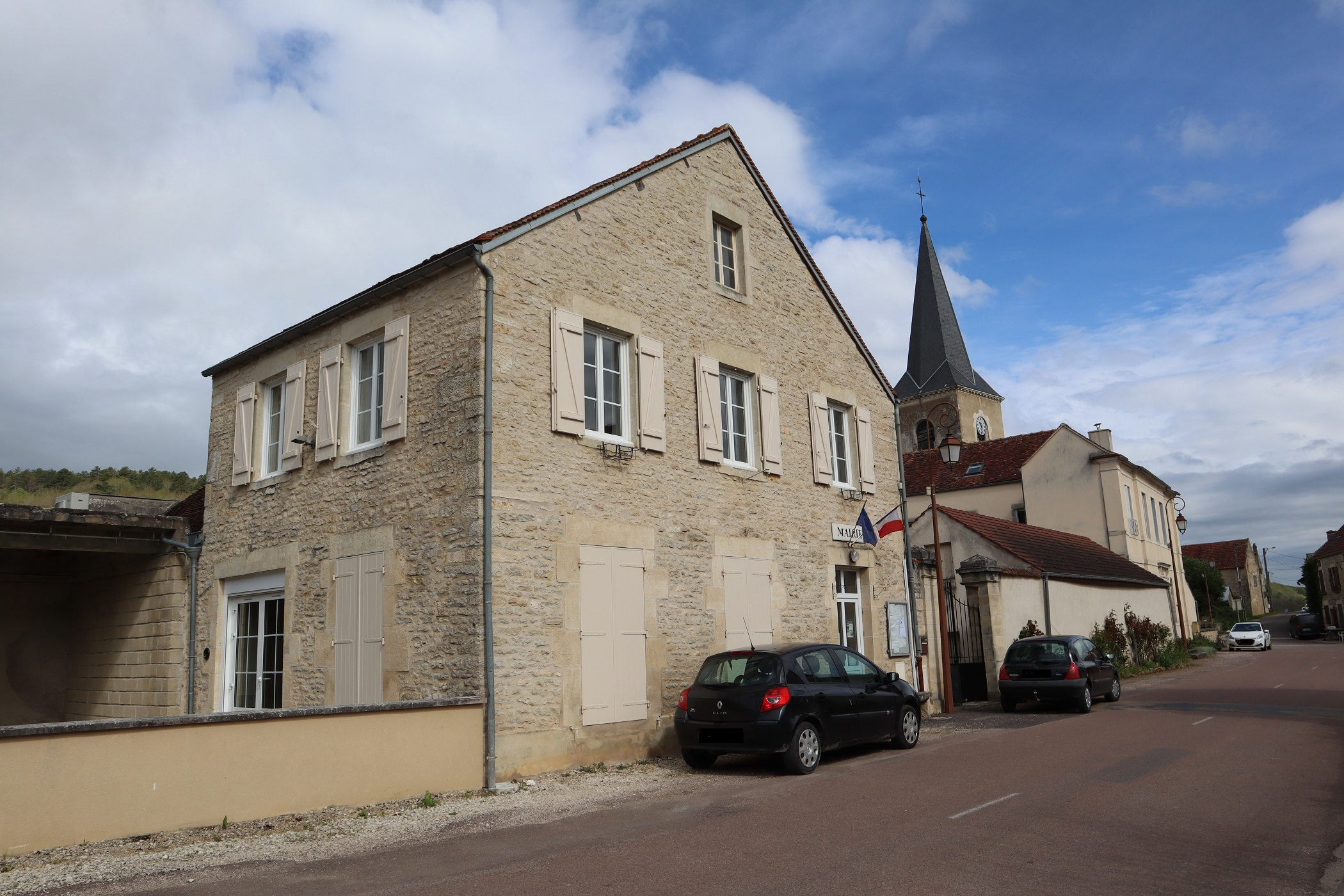
Mairie
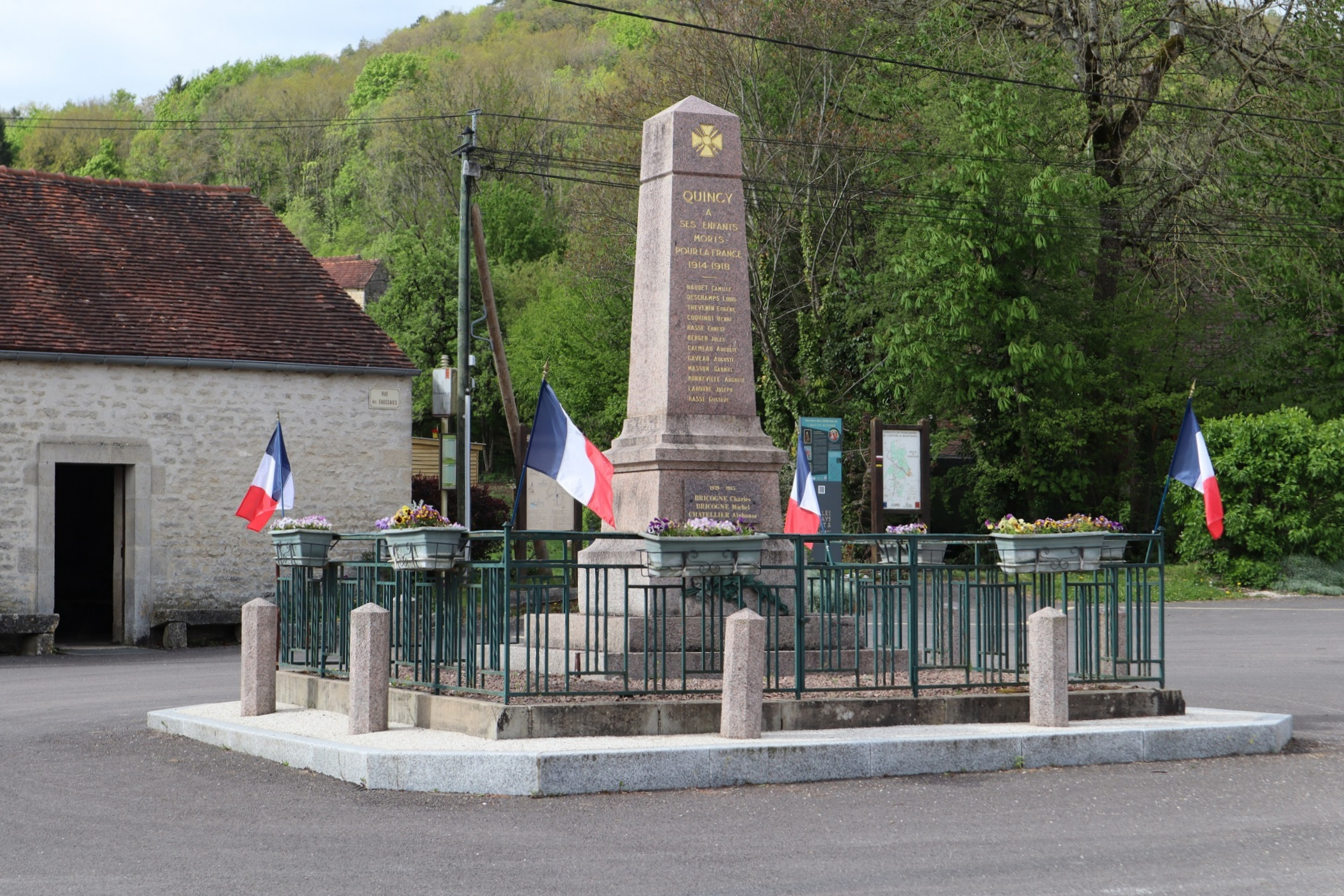
Gefallenendenkmal

## Wirtschaft und Infrastruktur
In der Gemeinde Quincy-le-Vicomte sind sieben Landwirtschaftsbetriebe ansässig (Getreideanbau und Viehzucht).
Quincy-le-Vicomte liegt abseits der überregionalen Verkehrsachsen. Die nahe Stadt Montbard ist ein lokaler Straßenverkehrsknoten und verfügt über einen Bahnhof an der Bahnstrecke Paris–Marseille.

## Belege
1. ↑  Quincy-le-Vicomte, auf cassini.ehess.fr (französisch)
2. ↑  Quincy-le-Vicomte auf cassini.ehess
3. ↑  Quincy-le-Vicomte auf insee.fr
4. ↑  Quincy-le-Vicomte, auf cc-montbardois.fr (französisch)
5. ↑  Landwirtschaftsbetriebe auf annuaire-mairie.fr (französisch)